# Sāmeleh-ye Soflá
Sāmeleh-ye Soflá (persiska: سامله سفلی, سامِلِۀ سُفلَى, سامِلِه) är en ort i Iran.   Den ligger i provinsen Kermanshah, i den västra delen av landet, 400 km sydväst om huvudstaden Teheran. Sāmeleh-ye Soflá ligger 1 586 meter över havet och antalet invånare är 309.
Terrängen runt Sāmeleh-ye Soflá är varierad. Sāmeleh-ye Soflá ligger nere i en dal.Runt Sāmeleh-ye Soflá är det ganska glesbefolkat, med 39 invånare per kvadratkilometer. Närmaste större samhälle är Sarāb-e Sar Fīrūzābād, 5,1 km nordväst om Sāmeleh-ye Soflá. Trakten runt Sāmeleh-ye Soflá består till största delen av jordbruksmark.